# Милош Ћирић
Милош Ћирић (Деспотово, 1931. – Београд, 1999) био је српски ликовни уметник и професор Универзитета уметности у Београду чије су области интересовања биле слободна графика, графичка идентификација, писмо, оглашавање, графика књиге, графичка анимација, просторна графика и хералдика.

## Биографија
Супруг Иде Ћирић, отац Растка и Вукана Ћирића.
На Академији примењених уметности у Београду дипломирао је 1954. а магистрирао 1959. код проф. Михаила С. Петрова. Био је члан УЛУПУДС од 1959, а УЛУС од 1962. године.
Аутор изузетно обимног дела: пројектовао је више од 1000 заштитних знакова, десетак градских грбова, око 20 библиофилских и уникатних књига и исто толико ауторских пројеката писама, велики број плаката и других радова из области графичког дизајна. Најважнији радови: Изложба „Робија — школа револуционара“, Београд — Сремска Митровица, 1963: Студија писма: „Ћирићица“, Београд, 1970/72; Графичке комуникације ВМА, Београд, 1976/77; Повеља посвећена Светосавском храму, 1985.
Врхунац његових истраживања је „Летопис симбола“ 1–5, петотомни хронолошки лексикон визуелних симбола са тла Балкана, на 2500 страна и са више од 10.000 илустрованих прилога (2009).
Био је редовни професор Факултета примењених уметности Универзитета уметности у Београду, одсек Примењена графика, атеље Графички дизајн. Оснивач и професор предмета Графичке комуникације. На ФПУ од 1964. до 1997. Шеф Катедре од 1974. до 1975.
Самосталне изложбе: Београд, 1961, 1965, 1968, 1971, 1982, 1986; Зрењанин, 1964, 1969; Суботица, 1964; Бол на Брачу, 1967; Нови Сад, 1967; Скопље, 1972; Прибој, 1977; Столац, 1981.
Године 1999, на Факултету примењених уметности установљена је награда „Фонда Милош Ћирић“ за најбољег студента у области графичког дизајна. Од 2004. на ФПУ се крајем октобра месеца одржава манифестација „Ћирини Дани“ Милошу Ћирићу у част.

## Одабране награде и признања
- Златно перо Београда, 1964;
- Велика плакета Универзитета уметности у Београду, 1983;
- Велика награда Републичке заједнице за културу, 1987;
- Награда за животно дело, УЛУПУДС, Београд, 1998.

## Дела

### Главне монографије
- Графичка идентификација 1961–1981, СКЗ, Београд, 1982;
- Графичке комуникације 1954–1984, „Вајат”, Београд, 1986;
- Хералдика 1, уџбеник, Универзитет уметности, Београд, 1983. (друго издање 1988);
- Грб града Београда, „Цицеро”, Београд, 1991;
- Графички знак и симбол (постхумно), „Прометеј” и ФПУ, 2001;
- Летопис симбола 1–5, Универзитет уметности, 2009.

### Бибилофилске и уникатне књиге
- Споменици, 1961, 10 дрвореза, тираж 10
- Корњаче, 1961, линорези и офсет отисци, тираж 10
- Имена, 1961, 10 дрвореза и линореза, тираж 10
- Девет триптихона, 1962, 10 линореза, тираж 36
- Бели терор, 1963, 9 дрвореза и линореза, тираж 10
- Жар птица велеграда, 1965, 8 линореза, тираж 20
- Родослов, 1968, 12 страна, темпера, 20x41 cm
- Војници, 1969, темпера, 6 страна, 29x36 cm
- Ратник, 1970, темпера,10 страна
- Ни црно ни бело ни јесте ни није, 1971, туш и темпера
- Печати, 1972, 10 линореза, тираж 12